# Protea eximia
Protea eximia es una especie de arbusto perteneciente a la familia Proteaceae. Es nativa del fynbos de montaña en suelos arenosos, principalmente ácidos, la especie era muy bien conocida por su antiguo nombre de Protea latifolia. Las flores tienen aristas que están cubiertos de pelos aterciopelados de color morado-negro  y están contenidos dentro de una serie de anillos de brácteas involucrales que tienen la apariencia de pétalos. 

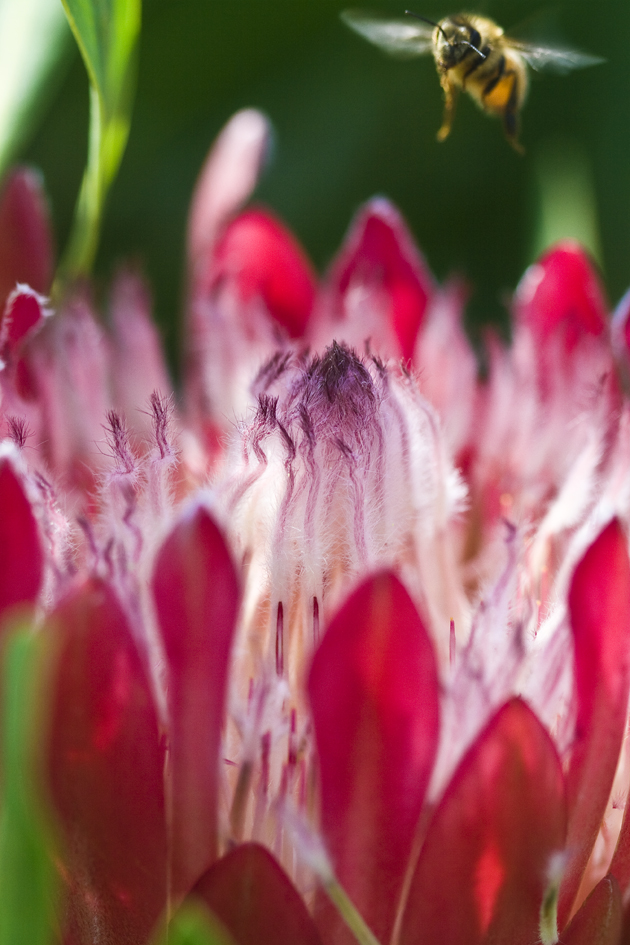
Detalle de la flor

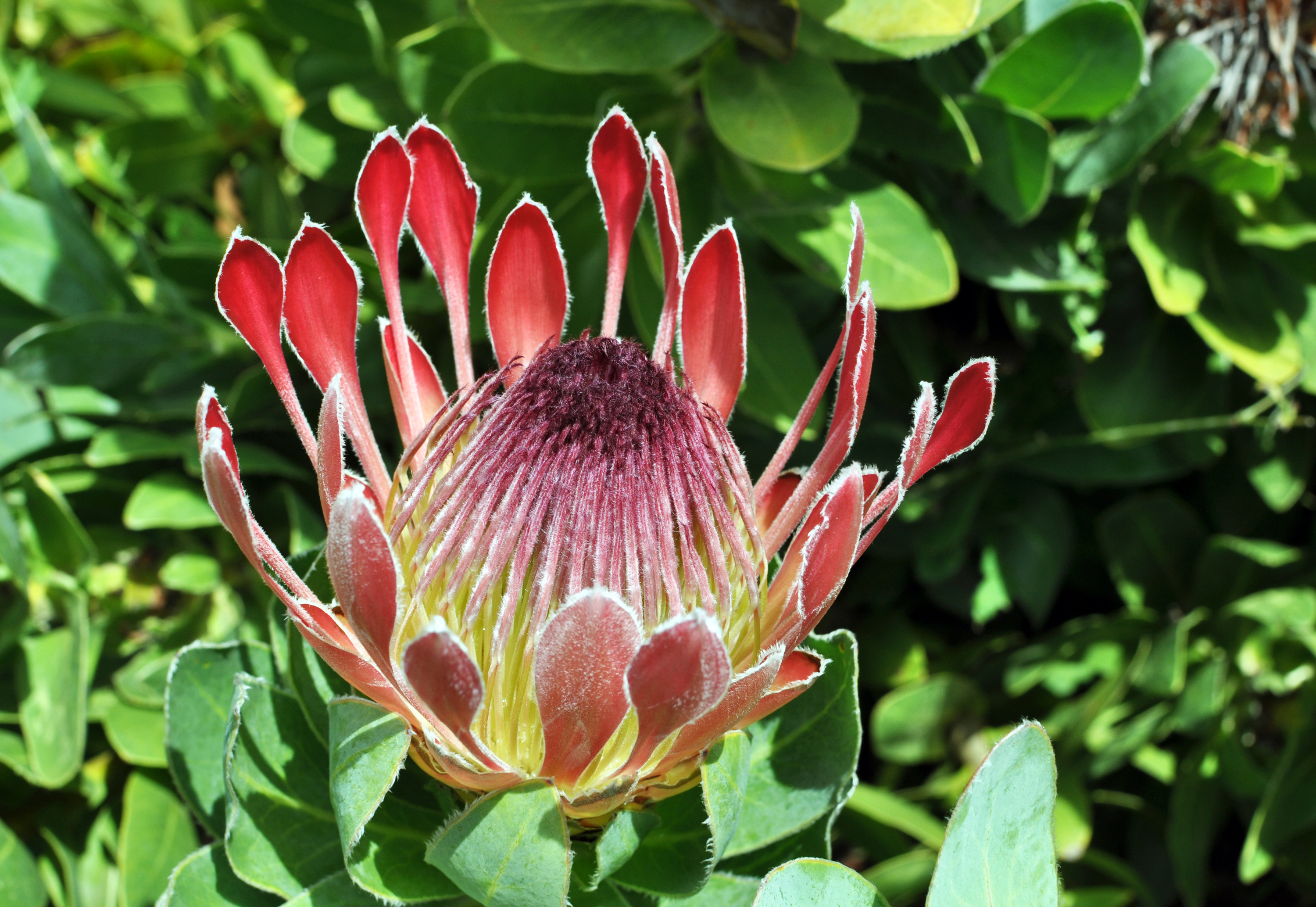
Flor

## Descripción
Es un arbusto erecto, escasamente ramificado, o árbol pequeño que alcanza un tamaño de 2 - 5 m de altura y de hasta 300 mm de diámetro.  Las hojas son semi-planas a aplanadas, de 60 - 100 mm de largo, y 30 - 65 mm de ancho, oval a oval alargada, fuerte cordada en la base, agudas, coriáceas, glaucas desnudas. Las flores como conos invertidos, de 100 - 140 mm de longitud, 80-120 mm de diámetro cuando está completamente abierto. Brácteas involucrales en 5 a 6 series, claramente diferenciadas en una superficie exterior e interior, puntas redondeadas a agudas, márgenes ciliados, amarillo verdoso a naranja amarillento, con amplios márgenes negruzcos; la serie interna acuminadas a espatuladas , de 8 - 15 mm de ancho y 40 - 100 mm de longitud, de color amarillento cerca de la base y de pálido color carmesí en las puntas.

## Hábitat
Este protea las especies fue descubierta por James Niven en 1805, mientras hacía un viaje de descubrimiento en el Swartberg, Provincia del Cabo, Sudáfrica (Montañas Negras). A los 5 años la especie era cultivada en el Cabo, y se ha exportado más adelante para su cultivo en Europa. Protea eximia está ampliamente distribuido en el extremo sur de África a lo largo de las montañas costeras, de Worcester, en el oeste de Port Elizabeth, en el este. La especie se encuentra en una gran variedad de hábitats, altitudes, y regímenes de temperatura. Esta versatilidad se ha traducido en que pudiera florecer fuera, tan al norte como la costa de Cornualles en el Reino Unido.
Comunidades densas de estas plantas se producen en la naturaleza, en la medida en que su densidad puede hacerla prácticamente impenetrable. Estas comunidades pueden ser muy grandes, y puede extenderse a través de varios kilómetros de su hábitat natural. Un adelgazamiento natural de estos rodales se produce con el tiempo, dejando muestras de menos y más grandes. Florecen principalmente en los meses de agosto, septiembre y octubre, pero puede comenzar tan pronto como en julio y se prolongará hasta diciembre. Los colores de las grandes inflorescencias son una magnífica vista.

## Cultivo
Protea eximia es una de las proteas más fáciles de cultivar, y se puede cultivar en una amplia gama de hábitats. De la semilla, que germinará a las 3 semanas de la siembra y crece rápidamente. Puede comenzar a florecer en el segundo año, pero en general desde el tercer año. Se puede alcanzar una altura de aprox. 1,5 m en ocho años, se plantan en pequeños puestos cercanos para que las plantas pueden apoyarse unas a otras. Las hojas son susceptibles a los minadores.

## Taxonomía
Protea eximia fue descrito por (Knight) Fourc. y publicado en Transactions of the Royal Society of South Africa 21: 97. 1932.
Etimología
Protea: nombre genérico que fue creado en 1735 por Carlos Linneo en honor al dios de la mitología griega Proteo que podía cambiar de forma a voluntad, dado que las proteas tienen muchas formas diferentes. 
eximia: epíteto latíno que significa "distinguida".
Sinonimia
- Erodendrum eximium,
- Protea latifolia,
- Scolymocephalus latifolius,
- Protea auriculata,
- Scolymocephalus auriculatus,
- Protea latifolia var. auriculata[3]